# Fnidsen
Het Fnidsen is een oude winkelstraat in het middeleeuwse centrum van de Nederlandse stad Alkmaar. De straat loopt van de Bierkade tot aan de Mient. Het Fnidsen kruist daarbij de volgende straten: Keizerstraat, Veneetsehof, Sint Annastraat, Nieuwstraat, Sint Jacobstraat, Hekelstraat en als laatste nog de Appelsteeg.

## Oorsprong van de naam
Waar de naam Fnidsen precies vandaan komt, is onbekend, wel wordt er een link gelegd met Venetië. Hoe deze link gelegd wordt, verschilt van persoon tot persoon. Het zou kunnen doordat Alkmaar voor het inpolderen van de Schermer nog in een drassig gebied lag. Deze situatie deed sterk denken aan die van Venetië.
Andere theorieën stellen dat de naam verkregen is door de handel tussen Alkmaar en Venetië. Daarnaast is er ook een theorie die stelt dat de naam Fnidsen afstamt van de naam van het eiland waar het op ligt: het Veneetse Eiland. Ook de straatnaam ’t Veneetse Eiland stamt hier vanaf.

## Geschiedenis
Tot 1900 was het Fnidsen de belangrijkste winkelstraat van Alkmaar. In deze straat waren vrijwel alle beroepen aanwezig, inclusief prostitutie. De prostitutie heeft zich later verplaatst naar de straten Achterdam, Zijdam en Voordam.
Heden bevinden er zich met name kleding en interieurwinkels. Op de hoek Hekelstraat-Fnidsen bevindt zich de eerste winkel van de Albert Heijn in Alkmaar. Ook een van de oudste winkels van Alkmaar is er gevestigd, deze winkel is hier al ruim 100 jaar gevestigd.

## Trivia
- Aan het Fnidsen ligt de enige originele Venetiaanse gondel van de Benelux afgemeerd.
- Op het adres Fnidsen 37 bevindt zich een schuilkerk, deze is tot op heden in gebruik.
- In de stad Hoorn ligt een eiland dat eveneens vernoemd is naar Venetië: het Venidse.

Achterdam ·
Bierkade · 
Boterstraat · 
Canadaplein · 
Fnidsen ·
Kennemerstraatweg ·
Koningsweg · 
Koorstraat · 
Laat ·
Langestraat · 
Lindegracht ·
Oudegracht ·
Koning Willem-Alexanderlaan ·  
Vermeerstraat